# .nz
.nzは国別コードトップレベルドメイン（ccTLD）の1つで、ニュージーランドに割り当てられている。InternetNZの子会社であるNZ Registry Servicesが管理を行い、監視や紛争処理はDomain Name Commission Ltdが行っている。2008年3月時点で、324722の登録がある。

## 歴史
初めて公式に認定された登録機関はワイカト大学で、1995年にInternetNZが設立されるまでその役割を担っていた。
現在の体制になる前までは、.nzの登録の管理はDomainzが行っていた。DomainzはかつてはInternetNZの子会社で、登録の受付とDomain Name System等のアドオンサービスの販売を業務としていた。自然独占とヴァーティカル・インテグレーションを兼ねていることが競争を阻害しているように見られたため、InternetNZは登録部門を切り離して別会社化した。2003年8月には、最後の仕上げとして、DomainzをMelbourne ITに売却した。
2008年4月1日から、"Office of the Domain Name Commissioner"はInternetNZの子会社である"Domain Name Commission Limited"となった。

## セカンドレベルドメイン
アメリカ合衆国とカナダを除く他の多くの英語圏の国と同様に、登録者の形態に応じて、多くのセカンドレベルドメインが存在する。
また、他の多くの英語圏の国と異なり、ニュージーランドでは政府機関のドメインとして、'.gov'ではなく'.govt'を用いている。その他にも、マオリ族を表す'iwi.nz'やギークを表す'geek.nz'等の独特のドメインがある。
以下に挙げるセカンドレベルドメインが公式に用いられている。

### 制限なし
- .ac.nz — 高等教育機関と関連機関
- .co.nz — 商業機関
- .geek.nz — 技術的なスキルを持った人、コンピュータの専門家
- .gen.nz — 個人及びその他の組織
- .maori.nz — マオリ族とその組織
- .net.nz — インターネットサービスプロバイダ
- .org.nz — 非営利組織
- .school.nz — 初等・中等教育機関、幼稚園、その関連組織

### 制限あり
- .cri.nz — 王立研究所
- .govt.nz — 国家、地方、地域の政府機関
- .iwi.nz — マオリ族
- .parliament.nz - 議会、政党、議員
- .mil.nz — ニュージーランド軍

### 過去の利用
1990年代中盤まで、ワイカト大学が運営していたarchieサーバーのために、archie.nzというドメインが存在した。